# Q1 Tower
Q1 Tower — небоскрёб, находящийся в городе Голд-Кост, Австралия. Q1 означает «Квинсленд номер один» (англ. Queensland Number One). Высота здания 323 метра (1059 футов), 78 этажей, что делает здание Q1 Tower самым высоким в Австралии. До завершения строительства небоскреба The Marina Torch в Дубае Q1 Tower считался самым высоким жилым зданием в мире.
Дизайн Q1 был разработан компанией «Atelier SDG». Идеей для формы здания стали олимпийский факел Сиднейской олимпиады и здание Сиднейского оперного театра.
Здание названо в честь членов австралийской команды по гребному спорту на олимпиаде 1920 года — Q1. Во время празднования 150-летия Квинсленда здание было признано одним из символов города.
Q1 часто используют для прыжков с парашютом.

## Функциональность
Жилое здание. На его 78 этажах расположены 526 квартир, включая пентхаус с бассейном на 74 этаже.  Кроме того, в здании есть 2 плавательных бассейна, спорткомплекс, небольшой театр, бальный зал и спа-салон.

## Конструкционные особенности
В здании 10 скоростных лифтов. На высоте 230 метров, между 77 и 78 этажами, расположена обзорная площадка. На этих же двух этажах помещаются небольшой ресторан и кинозал. 
Здание Q1 Tower возведено на свайном поле, некоторые сваи которого заглублены на 40 метров в глубину, причём 4 метра они проходят в скальном грунте. Всего свайное поле небоскреба составляют 26 свай диаметром 2 метра каждая.
Представляет интерес также антенна Q1 Tower. Её длина 97,7 метров, она считается одной из самых длинных в мире.

## Галерея

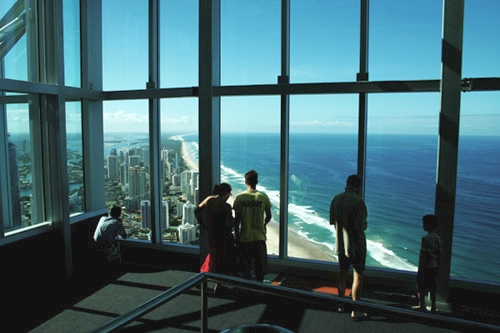
Смотровая площадка
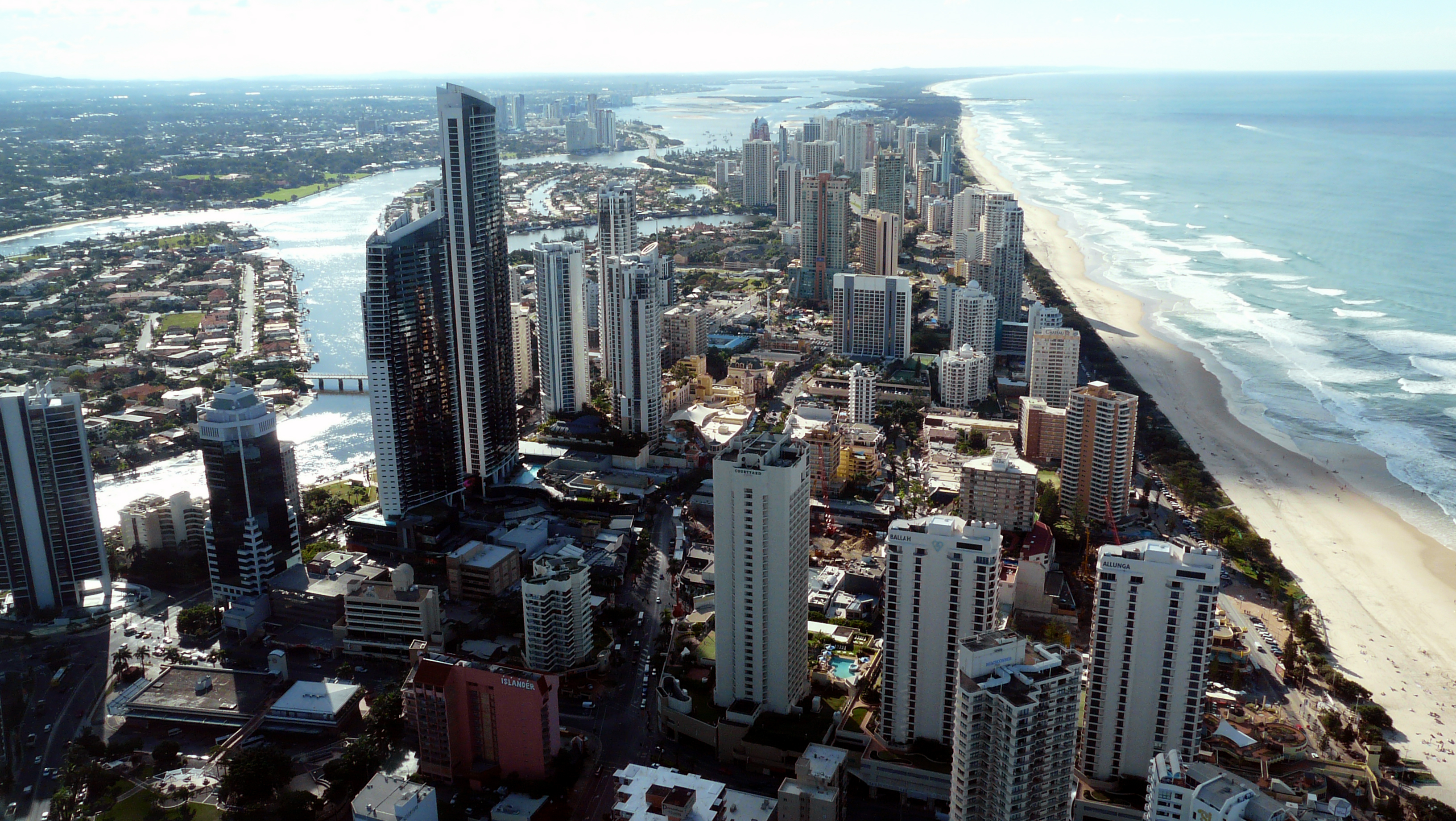
Вид на север из QDeck
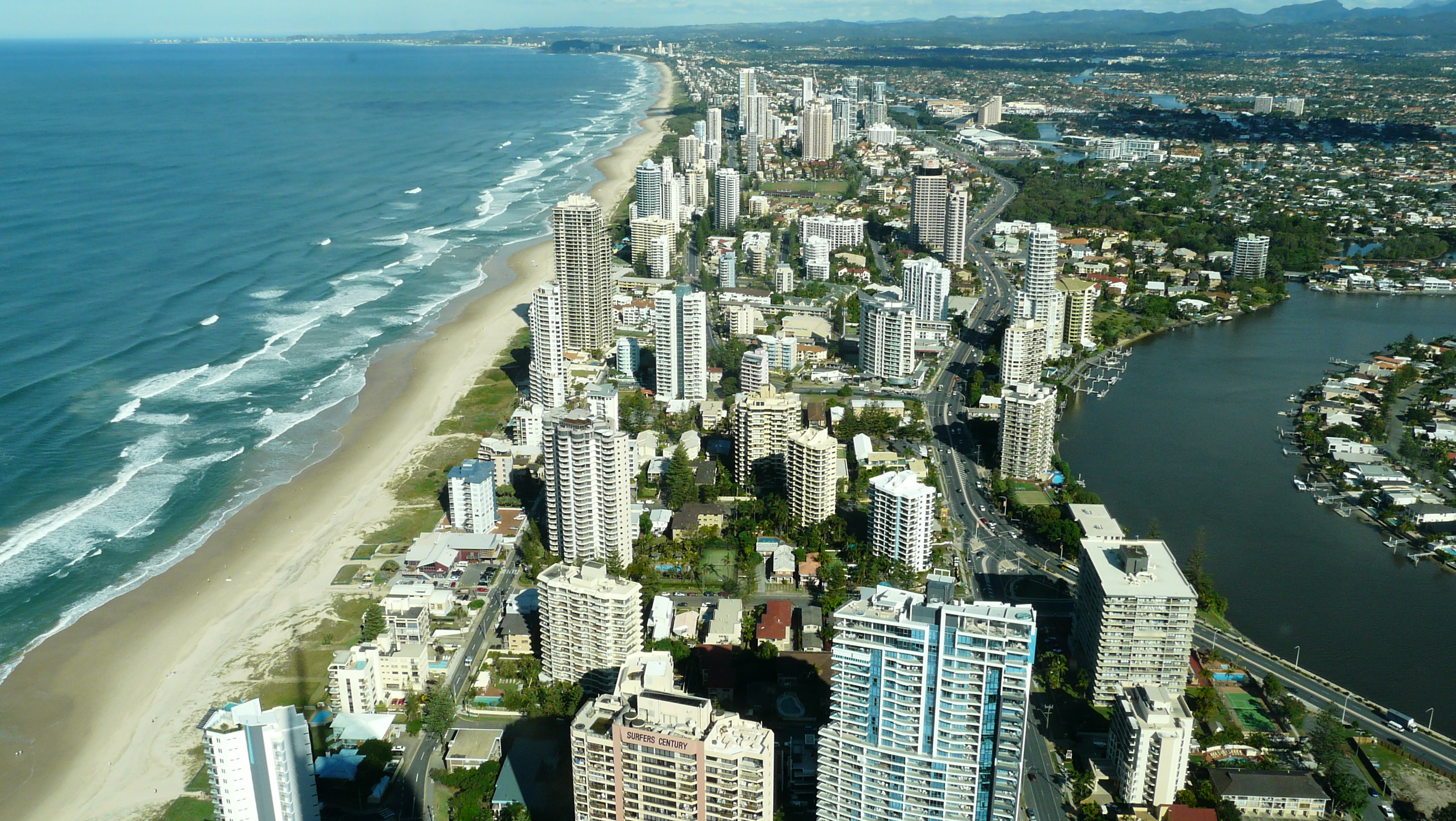
Вид на юг вдоль побережья
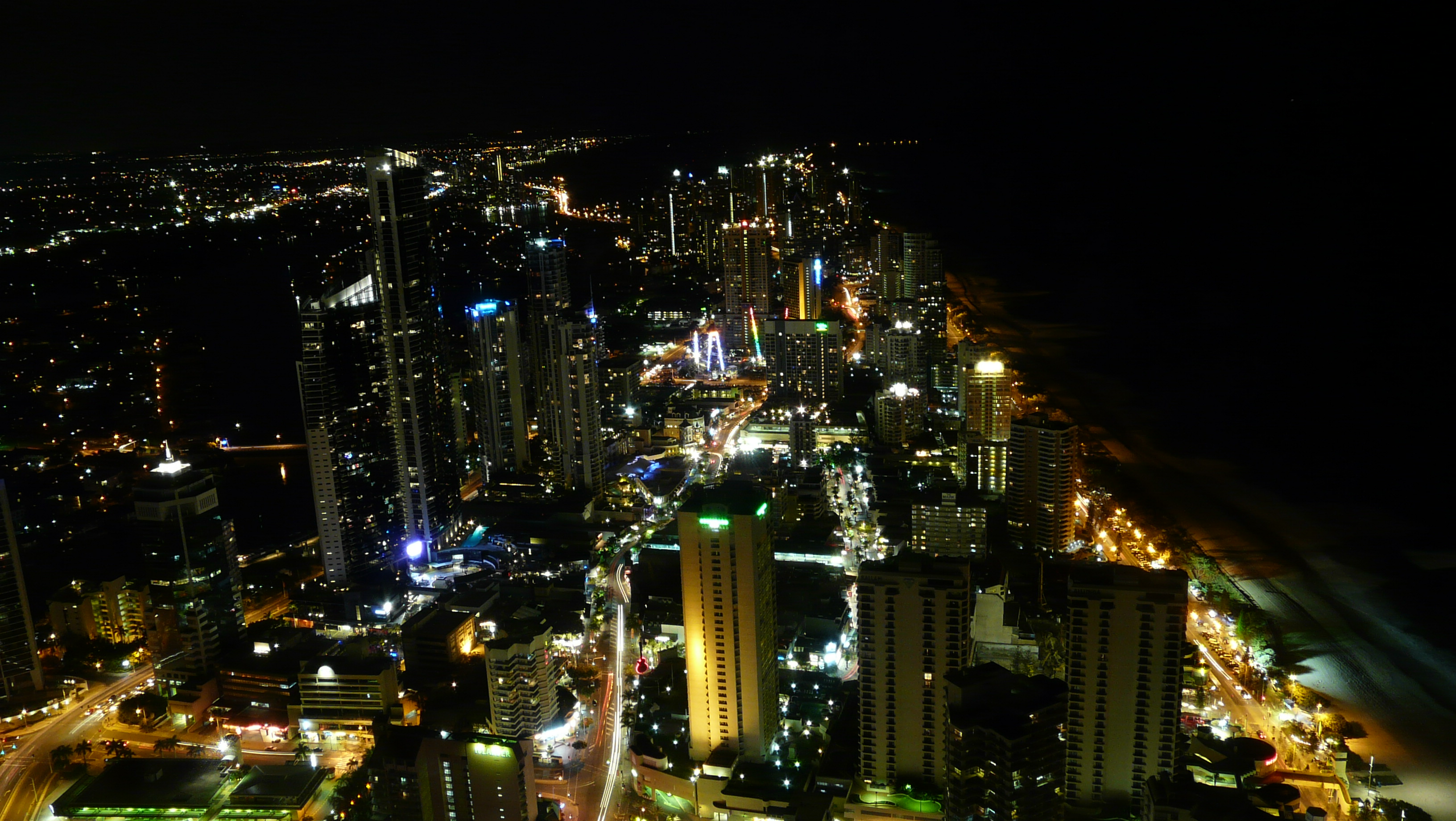
Ночной вид
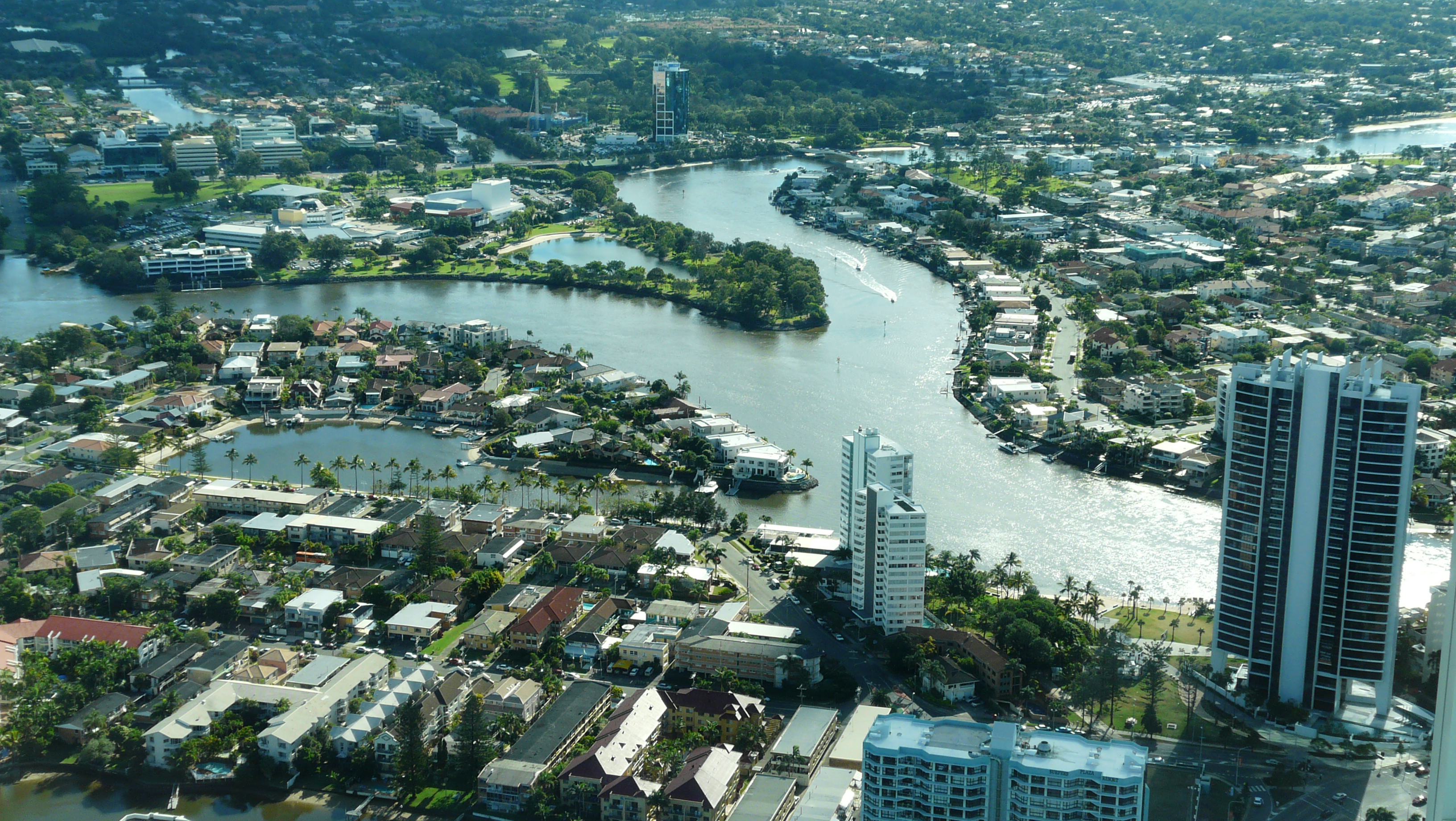